# Edwin Denby
Edwin Denby (18 de fevereiro de 1870 - 8 de fevereiro de 1929) foi um advogado e político americano que atuou como secretário da Marinha nas administrações de Warren G. Harding e Calvin Coolidge de 1921 a 1924. Ele também desempenhou um papel notável na escândalo do infame Teapot Dome ocorrido durante a presidência de Harding. Ele era filho de Charles Harvey Denby, neto de Graham N. Fitch, irmão de Charles Denby, Jr., e tio do crítico de dança Edwin Orr Denby.